# Coupe du monde de rugby à XIII
Pour les articles homonymes, voir Coupe du monde de rugby.
La Coupe du monde de rugby à XIII (Rugby League World Cup ou RLWC) est une compétition internationale masculine de rugby à XIII qui se déroule tous les quatre ans. Cette compétition, créée en 1954 sous l'impulsion de Paul Barrière alors président de la Fédération française de rugby à XIII est ouverte à toutes les fédérations reconnues par l'International Rugby League (IRL). Le vainqueur de la Coupe du monde à la fin de la compétition obtient le titre de Champion du monde. La première édition se déroule en 1954 en France.
De 1954 à 2000, la compétition n'est accessible que par invitation avant la mise en place de qualifications. Cette phase préliminaire permet aux meilleures sélections par zone géographique de se qualifier pour la phase finale qui se déroule dans un pays organisateur. Le format actuel de la phase finale fait s'affronter depuis 2021 seize équipes avec une phase de poules (premier tour) suivie de la qualification de huit équipes à la phase à élimination directe qui commence avec les quarts de finale.
Seules trois nations ont remporté la Coupe du monde. L'Australie détient le record d'éditions remportées avec douze succès. La Grande-Bretagne compte trois trophées et la Nouvelle-Zélande un trophée.
Le pays organisateur est désigné par l'IRL . Toutes les nations peuvent postuler pour l'accueillir, et sont jugées sur leur capacité à organiser l'épreuve. Le pays organisateur et les huit quart-de-finaliste de l'édition précédente sont automatiquement qualifiés pour la compétition.
La seizième édition de la Coupe du monde, initialement prévue en 2021, se déroule en 2022 en Angleterre. Pour la première fois de l'histoire de la compétition. Il est décidé à partir de l'édition 2021 d'attribuer les trois coupes du monde concomitamment : la Coupe du monde masculine, la Coupe du monde féminine et la Coupe du monde en fauteuil roulant.
La dix-septième édition doit se dérouler en Océanie en 2026.

## Histoire

### Origine de la compétition
La première mention de la création d'une Coupe du monde de rugby à XIII remonte à 1934 par la volonté du comité de la Ligue française de rugby à XIII le 14 novembre 1934. Le président de la Ligue française de rugby à XIII, François Cadoret, réunit le secrétaire de la Rugby League, John Wilson ainsi que Jean Galia, Louis Delblat, Victor Breyer et Charles Bernat. Sur une idée de Galia, le comité présente le projet de l'organisation d'une Coupe du monde à soumettre aux Britanniques. Cette compétition réunirai quatre nations - la France, l'Angleterre, le pays de Galles et l'Australie - et se déroulerai en mai 1935 sur le territoire français avec une finale à Paris. Ce projet ne voit pas le jour.
Avant la création de la Coupe du Monde dont ils n'étaient pas de chauds partisans, les Australiens créent un titre officieux de Champion du monde fondé sur les résultats par cycle de 4-5 ans. Ce titre est représenté par le Roy Courtney Goodwill Trophy et prend en compte les résultats obtenus entre l'Angleterre, l'Australie, l'Empire britannique, la France, la Grande-Bretagne, la Nouvelle-Zélande, le pays de Galles et les États-Unis. Les résultats de l'équipe de France (1947 à 1951 : 13 victoires sur 25 matches, 1951 à 1955 : 17 victoires et 1 nul sur 31 rencontres) font qu'elle est, à titre officieux, Championne du monde d'un sport collectif en 1951 et 1955. À cette époque, le quotidien sportif, L’Équipe, comme les hebdomadaires  Miroir Sprint , le Miroir des Sports, et l'ensemble de la presse sportive française ne manquèrent pas de souligner ces titres obtenus "à l'indice de performance".

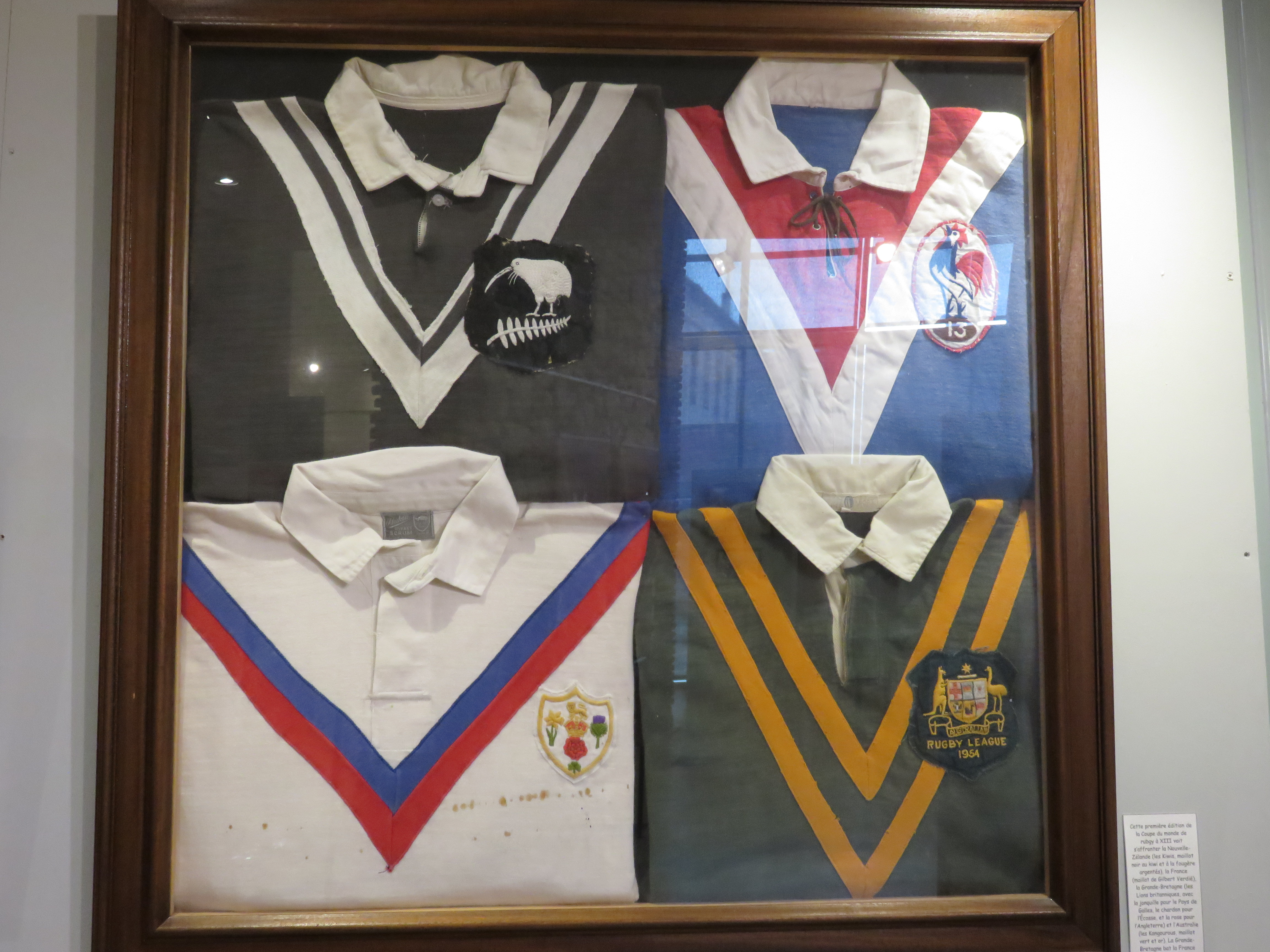
Maillots de la Coupe du monde 1954.

La Coupe du monde de rugby à XIII, avec attribution d'un titre officiel, fut fondée à la suite d'une initiative française. Les Français demandent la mise en place d'une telle épreuve dès 1935, alors que le rugby à XIII faisait depuis quelques mois ses premiers pas en France. L’idée est reprise en 1951 par Paul Barrière (président de la Fédération française de rugby à XIII depuis 1947) au moment où la sélection française domine sur le plan mondial ce sport. En janvier 1952, les autorités internationales du jeu (IRLB) acceptent l'idée qui reçoit aussi le ferme soutien de la Rugby Football League (RFL fédération anglaise de rugby à XIII). Une réunion à Blackpool en novembre 1953 de International Board (IRLB) met officiellement au monde cette nouvelle épreuve sportive mondiale et, confie naturellement l'organisation de la première édition au pays hôte la France pour l'année suivante. La Fédération française du jeu à XIII (nouvelle dénomination depuis fin avril 1948 de la LFR-XIII/FFRXIII) offre le trophée représentatif (celui-ci fut volé à Australian Rugby League en Angleterre (dans l’hôtel où logeait son équipe) lors de la Coupe 1970 ; il fut retrouvé en Angleterre en 1990 et la RFL, pour le compte du rugby à XIII, ne put se le réapproprier qu'après maintes péripéties juridiques).

### 1954-1972: Format entre quatre nations
C'est donc en 1954, en France, qu'a lieu la première Coupe du Monde de Rugby à XIII, disputée par l'Australie, la France, la Grande-Bretagne et la Nouvelle-Zélande qui sont les quatre principales nations où se pratique ce sport. La formule retenue est une poule-championnat suivi d'une finale entre les deux premiers. Le 13 novembre 1954, au Parc des Princes à Paris, la Grande-Bretagne s'impose contre la France par 16 à 12 et s'adjuge le premier titre devant 30 368 spectateurs.
L'édition suivante est disputée en 1957 en Australie, laquelle bat en poule les trois autres équipes en présence (France, Grande-Bretagne et Nouvelle-Zélande) : elle est donc déclarée championne du monde et la finale remplacée par un match de gala entre le nouveau champion et l'équipe du "Reste du monde" (une sélection des trois autres équipes).
Le même scenario de produit lors de la troisième édition en 1960 au cours de laquelle la Grande-Bretagne, qui accueille le tournoi, bat les trois autres équipes (France, Australie et Nouvelle-Zélande) en poule et inscrit pour la seconde fois son nom au palmarès.
Il faut huit années pour reprogrammer un tournoi, celui initialement prévu en 1965 en France étant annulé après la mauvaise tournée (16 matchs perdus sur 25, dont les 3 tests matchs) de la France en Australie de mi-mai à fin août 1964.
En mai 1968, le tournoi reprend ses droits en Australie. L'équipe de France est présente malgré les événements sociaux de mai-juin. Bien que l'Australie ait battu en poule les trois autres équipes, une finale est cette fois organisée contre le deuxième. L'Australie récupère son titre en battant la France 20 à 2 en finale à Sydney devant 54 290 spectateurs. Pour l'anecdote, ces deux équipes s'étaient déjà rencontrées 48 heures plus tôt lors du dernier match de poule, et l'Australie l'avait déjà emporté par 37 à 4.
En 1970 au Royaume-Uni, la même formule regroupe les mêmes quatre équipes, et l'Australie conserve son titre avec beaucoup de chance. En effet, elle est battue deux fois lors de la phase de poule, en particulier par la France. Alors que la Grande-Bretagne survole la compétition en battant ses trois adversaires, ces derniers finissant ex aequo avec une victoire et deux défaites chacun. Mais l'Australie arrache à la différence de points la seconde place qualificative... et bat la Grande-Bretagne en finale 12 à 7 !
En 1972 en France, même formule avec les mêmes quatre équipes. La Grande-Bretagne (trois victoires) et l'Australie (deux victoires) se qualifient pour la finale au cours de laquelle elles ne parviennent pas à se départager (10 partout après prolongation). La Grande-Bretagne est déclarée championne du monde du fait de ses trois victoires en phase de poule.

### 1975-1992: Ouverture timide à d'autres nations et domination sans partage de l'Australie
En 1975, la formule est totalement chamboulée : d'une part, la Grande-Bretagne laisse place à deux équipes distinctes, l'Angleterre et le pays de Galles. D'autre part, la phase de poule (qui regroupe donc 5 équipes) est organisée par matchs aller-retour étalés entre mars et novembre. L'Australie termine première et théoriquement championne mais elle a été dominée par l'Angleterre (une victoire et un nul), laquelle termine à la deuxième place. Une finale est alors organisée à la hâte à Leeds au cours de laquelle l'Australie écrase l'Angleterre 25 à 0.
En 1977, retour de la Grande-Bretagne et de la formule de poule à quatre dans un pays hôte, l'Australie. Celle-ci remporte ses trois matchs et se qualifie pour la finale avec la Grande-Bretagne qui a battu la France et la Nouvelle-Zélande. En finale, l'Australie confirme sa suprématie sur le XIII en remportant son cinquième titre, mais en ne battant toutefois la Grande-Bretagne que d’extrême justesse 13 à 12.
Il faudra attendre onze ans pour voir une nouvelle finale de Coupe du monde, l'édition suivante étant organisée de 1985 à 1988 dans le format "à travers le monde", déjà utilisé en 1975, mais étalé cette fois sur trois ans. Cinq nations s'affrontent en matchs aller-retour avec classement final, la Papouasie-Nouvelle-Guinée faisant son apparition. À l'issue de cette phase, une finale est organisée entre les deux premiers, l'Australie conserve son titre contre la Nouvelle-Zélande (25-12) en 1988 à Eden Park.
Ce format est repris pour l'édition 1989-92 avec de nouveau une victoire finale de l'Australie contre la Grande-Bretagne à Wembley devant 72 000 spectateurs, toutefois sur le score serré de 10 à 6.

### 1995-2000: Version moderne de la Coupe du monde
En 1995, la compétition est une nouvelle fois changée, tout d'abord dix nations y prennent part (retour des sélections d'Angleterre et du pays de Galles, premières apparitions des Fidji, de l'Afrique du Sud, des Tonga et des Samoa). Organisée au Royaume-Uni, ce tournoi célèbre le centenaire de ce sport en Angleterre et remporte un grand succès avec 250 000 spectateurs cumulés au premier tour et plus de 66 000 pour la finale à Wembley pour un cinquième titre consécutif de l'Australie contre l'Angleterre (16-8).
En 2000, une nouvelle formule est essayée, cette fois-ci seize nations participent (premières apparitions pour la Russie, le Liban, les Îles Cook, l'Écosse et la Nouvelle-Zélande Maori), organisée une nouvelle fois en Angleterre, elle n'atteint pas le même succès que la précédente. Malgré cela, l'Australie bat largement 40 à 12 en finale la Nouvelle-Zélande à Old Trafford devant près de 45 000 spectateurs.

### 2008: La Nouvelle-Zélande met fin à l'hégémonie australienne

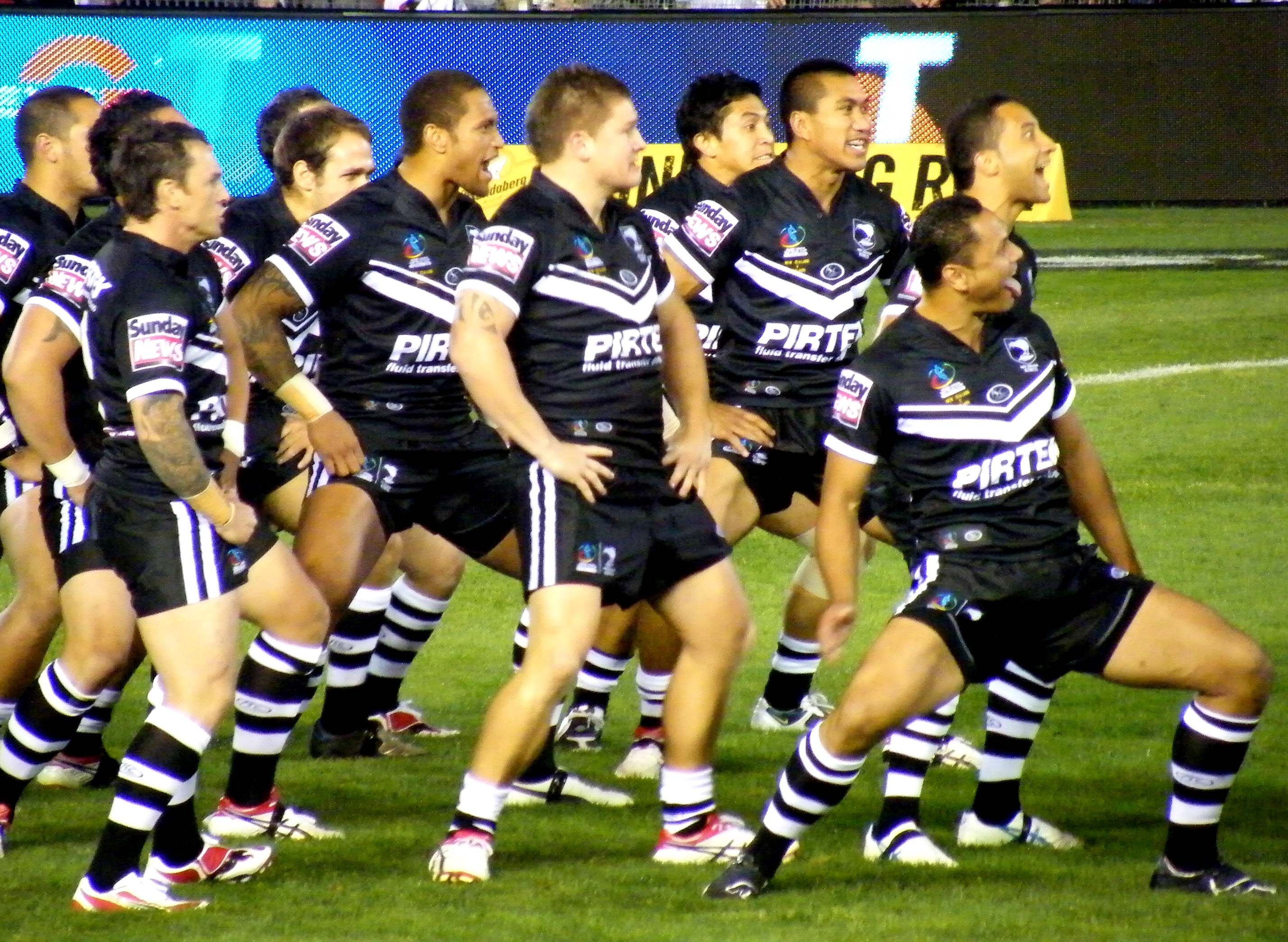
La Nouvelle-Zélande, vainqueur surprise de l'édition 2008.

La treizième édition, qui se déroule du 25 octobre au 22 novembre 2008 en Australie, voit le nombre de participants limité à dix nations. Prévue pour 2004, elle fut retardée en raison du manque de succès de l'édition 2000 et du grand succès rencontré par le Tri-Nations. La France, qui annonçait vouloir participer aux demi-finales, connut une profonde déconvenue. Mais la plus grande surprise vint de la défaite en finale de l'Australie qui avait pourtant écrasé la compétition, en battant en particulier lors de la première phase l'Angleterre 52 à 4 et la Nouvelle-Zélande 30 à 6. C'est pourtant cette même Nouvelle-Zélande qui a battu l'Australie chez elle en finale 34 à 20, devant 51 000 spectateurs à Brisbane, créant la sensation dans le monde du Rugby à XIII.

### 2013-2022: L'Australie domine mais les Îles du Pacifique deviennent de sérieux concurrents
Lors de la quatorzième édition qui se déroule du 26 octobre au 30 novembre 2013 en Angleterre et au pays de Galles, l'Australie prend sa revanche sur la Nouvelle-Zélande en l'emportant 34 à 2, à Old Trafford devant 74 000 spectateurs (record pour un match international à XIII en Grande-Bretagne).Près de 500 000 spectateurs assistent à cette édition.

## Palmarès

### Par édition
| 1re | 1954      | France                                               | Grande-Bretagne (1)  | 16 – 12    | France           | 30 368 | Australie        | Nouvelle-Zélande          | 4  |
| 2e  | 1957      | Australie                                            | Australie (1)        | Classement | Grande-Bretagne  |        | Nouvelle-Zélande | France                    | 4  |
| 3e  | 1960      | Angleterre                                           | Grande-Bretagne (2)  | Classement | Australie        |        | Nouvelle-Zélande | France                    | 4  |
| 4e  | 1968      | Australie Nouvelle-Zélande                           | Australie (2)        | 20 - 2     | France           | 54 290 | Grande-Bretagne  | Nouvelle-Zélande          | 4  |
| 5e  | 1970      | Angleterre                                           | Australie (3)        | 12 - 7     | Grande-Bretagne  | 18 776 | France           | Nouvelle-Zélande          | 4  |
| 6e  | 1972      | France                                               | Grande-Bretagne (3)  | 10 - 10    | Australie        | 4 231  | France           | Nouvelle-Zélande          | 4  |
| 7e  | 1975      | International                                        | Australie (4)        | 25 - 0     | Angleterre       |        | Pays de Galles   | Nouvelle-Zélande          | 5  |
| 8e  | 1977      | Australie Nouvelle-Zélande                           | Australie (5)        | 13 - 12    | Grande-Bretagne  | 24 457 | Nouvelle-Zélande | France                    | 4  |
| 9e  | 1985-1988 | International                                        | Australie (6)        | 25 - 12    | Nouvelle-Zélande | 47 363 | Grande-Bretagne  | Papouasie-Nouvelle-Guinée | 5  |
| 10e | 1989-1992 | International                                        | Australie (7)        | 10 - 6     | Grande-Bretagne  | 73 631 | France           | Nouvelle-Zélande          | 5  |
| 11e | 1995      | Angleterre Pays de Galles                            | Australie (8)        | 16 - 8     | Angleterre       | 66 540 | Nouvelle-Zélande | Pays de Galles            | 10 |
| 12e | 2000      | Royaume-Uni France Irlande                           | Australie (9)        | 40 - 12    | Nouvelle-Zélande | 44 329 | Angleterre       | Pays de Galles            | 16 |
| 13e | 2008      | Australie                                            | Nouvelle-Zélande (1) | 34 - 20    | Australie        | 50 599 | Angleterre       | Fidji                     | 10 |
| 14e | 2013      | Royaume-Uni France Irlande                           | Australie (10)       | 34 - 2     | Nouvelle-Zélande | 74 468 | Angleterre       | Fidji                     | 14 |
| 15e | 2017      | Australie Nouvelle-Zélande Papouasie-Nouvelle-Guinée | Australie (11)       | 6 - 0      | Angleterre       | 74 468 | Fidji            | Tonga                     | 14 |
| 16e | 2021      | Angleterre                                           | Australie (12)       | 30 - 10    | Samoa            | 67 502 | Angleterre       | Nouvelle-Zélande          | 16 |
| 17e | 2026      |                                                      |                      |            |                  |        |                  |                           | 16 |

### Palmarès individuel
| Édition | Meilleur marqueur de points | Meilleur réalisateur            | Meilleur marqueur d'essai                        | Capitaine vainqueur | Sélectionneur vainqueur   |
| 1954    | James Ledgard 29            | James Ledgard 13 Puig-Aubert 13 | Gordon Brown 6                                   | Dave Valentine      | Gideon Shaw               |
| 1957    | Brian Carlson 28            | Brian Carlson 11                | Ian Moir 3 Kelvin O'Shea 3 Mick Sullivan 3       | Dick Poole          | Dick Poole                |
| 1960    | Brian Carlson 22            | Erik Fraser 10                  | Brian Carlson 4                                  | Eric Ashton         | Bill Fallowfield          |
| 1968    | Eric Simms 50               | Eric Simms 25                   | Ron Coote 4 Clive Sullivan 4 Lionel Williamson 4 | Elton Rasmussen     | Harry Bath                |
| 1970    | Eric Simms 37               | Eric Simms 17                   | John Cootes 5                                    | Ron Coote           | Harry Bath                |
| 1972    | John Holmes 26              | Terry Clawson 10 John Holmes 10 | Robert Fulton 5                                  | Clive Sullivan      | Jim Challinor             |
| 1975    | Michael Cronin 76           | Michael Cronin 32               | Keith Fielding 7 Ian Schubert 7                  | Graeme Langlands    | Graeme Langlands          |
| 1977    | George Fairbairn 34         | George Fairbairn 17             | Allan McMahon 4 Graham Eadie 4                   | Arthur Beetson      | Terry Fearnley            |
| 1988    | Michael O'Connor 100        | Michael O'Connor 34             | Michael O'Connor 8                               | Wally Lewis         | Terry Fearnley Don Furner |
| 1992    | Malcolm Meninga 70          | Malcolm Meninga 21              | Malcolm Meninga 4                                | Malcolm Meninga     | Bob Fulton                |
| 1995    | Andrew Johns 62             | Andrew Johns 27                 | Steve Menzies 6                                  | Brad Fittler        | Bob Fulton                |
| 2000    | Mat Rogers 70               | Mat Rogers 27                   | Wendell Sailor 10                                | Brad Fittler        | Chris Anderson            |
| 2008    | Johnathan Thurston 50       | Johnathan Thurston 19           | Billy Slater 7                                   | Nathan Cayless      | Stephen Kearney           |
| 2013    | Shaun Johnson 76            | Johnathan Thurston 33           | Jarryd Hayne 9 Brett Morris 9                    | Cameron Smith       | Tim Sheens                |
| 2017    | Cameron Smith 50            | Cameron Smith 25                | Valentine Holmes 12                              | Cameron Smith       | Malcolm Meninga           |
| 2021    | Stephen Crichton 73         | Nathan Cleary 32                | Josh Addo-Carr 12                                | James Tedesco       | Malcolm Meninga           |

### Parcours des nations participantes
| Rang | Équipe                    | Vainqueur | Finaliste | Troisième | Quatrième | Édition(s) gagnée(s)                                                     | Participations |
| ---- | ------------------------- | --------- | --------- | --------- | --------- | ------------------------------------------------------------------------ | -------------- |
| 1    | Australie                 | 12        | 3         | 1         | 0         | 1957, 1968, 1970, 1975, 1977, 1988, 1992, 1995, 2000, 2013, 2017 et 2021 | 16             |
| 2    | Grande-Bretagne           | 3         | 4         | 2         | 0         | 1954, 1960 et 1972                                                       | 9              |
| 3    | Nouvelle-Zélande          | 1         | 3         | 6         | 5         | 2008                                                                     | 16             |
| 4    | Angleterre                |           | 3         | 4         | 6         |                                                                          | 7              |
| 5    | France                    |           | 2         | 2         | 4         |                                                                          | 16             |
| 6    | Samoa                     |           | 1         |           | 0         |                                                                          | 5              |
| 7    | Pays de Galles            |           |           | 3         | 0         |                                                                          | 6              |
| -    | Fidji                     |           |           | 3         | 0         |                                                                          | 6              |
| 9    | Tonga                     |           |           | 1         | 0         |                                                                          | 6              |
| 10   | Papouasie-Nouvelle-Guinée |           |           |           | 1         |                                                                          | 8              |

|           | AUS | GBR | NZL | ENG | FRA | WAL | FJI | PNG | TON | SAM | IRL | SCO | USA | LIB | RSA | COK | ITA | MAO | RUS | JAM | GRE |
| 1954      | 3   | 1   | 4   | —   | 2   | —   | —   | —   | —   | —   | —   | —   | —   | —   | —   | —   | —   | —   | —   | —   | —   |
| 1957      | 1   | 2   | 3   | —   | 4   | —   | —   | —   | —   | —   | —   | —   | —   | —   | —   | —   | —   | —   | —   | —   | —   |
| 1960      | 2   | 1   | 3   | —   | 4   | —   | —   | —   | —   | —   | —   | —   | —   | —   | —   | —   | —   | —   | —   | —   | —   |
| 1968      | 1   | 3   | 4   | —   | 2   | —   | —   | —   | —   | —   | —   | —   | —   | —   | —   | —   | —   | —   | —   | —   | —   |
| 1970      | 1   | 2   | 4   | —   | 3   | —   | —   | —   | —   | —   | —   | —   | —   | —   | —   | —   | —   | —   | —   | —   | —   |
| 1972      | 2   | 1   | 4   | —   | 3   | —   | —   | —   | —   | —   | —   | —   | —   | —   | —   | —   | —   | —   | —   | —   | —   |
| 1975      | 1   | —   | 4   | 2   | 5   | 3   | —   | —   | —   | —   | —   | —   | —   | —   | —   | —   | —   | —   | —   | —   | —   |
| 1977      | 1   | 2   | 3   | —   | 4   | —   | —   | —   | —   | —   | —   | —   | —   | —   | —   | —   | —   | —   | —   | —   | —   |
| 1985-1988 | 1   | 3   | 2   | —   | 5   | —   | —   | 4   | —   | —   | —   | —   | —   | —   | —   | —   | —   | —   | —   | —   | —   |
| 1989-1992 | 1   | 2   | 3   | —   | 4   | —   | —   | 5   | —   | —   | —   | —   | —   | —   | —   | —   | —   | —   | —   | —   | —   |
| 1995      | 1   | —   | DF  | 2   | P   | DF  | P   | P   | P   | P   | —   | —   | —   | —   | P   | —   | —   | —   | —   | —   | —   |
| 2000      | 1   | —   | 2   | DF  | Q   | DF  | P   | Q   | P   | Q   | Q   | P   | —   | P   | P   | P   | —   | P   | P   | —   | —   |
| 2008      | 2   | —   | 1   | DF  | 10  | —   | DF  | 6   | 7   | 9   | 5   | 8   | —   | —   | —   | —   | —   | —   | —   | —   | —   |
| 2013      | 1   | —   | 2   | DF  | Q   | P   | DF  | P   | P   | Q   | P   | Q   | Q   | —   | —   | P   | P   | —   | —   | —   | —   |
| 2017      | 1   | —   | Q   | 2   | P   | P   | DF  | Q   | DF  | Q   | P   | P   | P   | Q   | —   | —   | P   | —   | —   | —   | —   |
| 2021      | 1   | —   | DF  | DF  | P   | P   | Q   | Q   | Q   | 2   | P   | P   | —   | Q   | —   | P   | P   | —   | —   | P   | P   |

1-4 (ou DF) : classement des demi-finalistes — Q : quart de finale — P : poules (premier tour)  — Q : qualifiée pour le second tour

### Représentation par continent dans le tournoi final
| Édition  | 1954 | 1957 | 1960 | 1968 | 1970 | 1972 | 1975 | 1977 | 1985-1988 | 1989-1992 | 1995 | 2000 | 2008 | 2013 | 2017 | 2021 |
| -------- | ---- | ---- | ---- | ---- | ---- | ---- | ---- | ---- | --------- | --------- | ---- | ---- | ---- | ---- | ---- | ---- |
| Afrique  | 0    | 0    | 0    | 0    | 0    | 0    | 0    | 0    | 0         | 0         | 1    | 1    | 0    | 0    | 0    | 0    |
| Amérique | 0    | 0    | 0    | 0    | 0    | 0    | 0    | 0    | 0         | 0         | 0    | 0    | 0    | 1    | 1    | 1    |
| Asie     | 0    | 0    | 0    | 0    | 0    | 0    | 0    | 0    | 0         | 0         | 0    | 0    | 0    | 0    | 0    | 1    |
| Europe   | 2    | 2    | 2    | 2    | 2    | 2    | 3    | 2    | 2         | 2         | 3    | 7    | 4    | 6    | 7    | 7    |
| Océanie  | 2    | 2    | 2    | 2    | 2    | 2    | 2    | 2    | 3         | 3         | 6    | 8    | 6    | 7    | 6    | 7    |
| Total    | 4    | 4    | 4    | 4    | 4    | 4    | 5    | 4    | 5         | 5         | 10   | 16   | 10   | 14   | 14   | 16   |

## Organisation

### Format de compétition
La Coupe du monde de rugby à XIII a subi de nombreuses organisations différentes, d'un côté des tournois autour de matchs aller-retour de l'autre un tournoi dans un ou plusieurs pays-hôte. Pour l'édition 2008, c'est le second format qui a été retenu avec une organisation confiée à l'Australie, huit ans après celle confiée au Royaume-Uni en 2000.
Quand un pays-hôte est désigné, il s'agit d'une nation où le rugby à XIII est largement pratiqué : la France (1954 et 1972), l'Australie (1957, 1968, 1977, 2008 et 2017), le Royaume-Uni (1960, 1970, 1995, 2000 et 2013) et la Nouvelle-Zélande (1968 et 1977, coorganisé avec l'Australie).

### Trophée

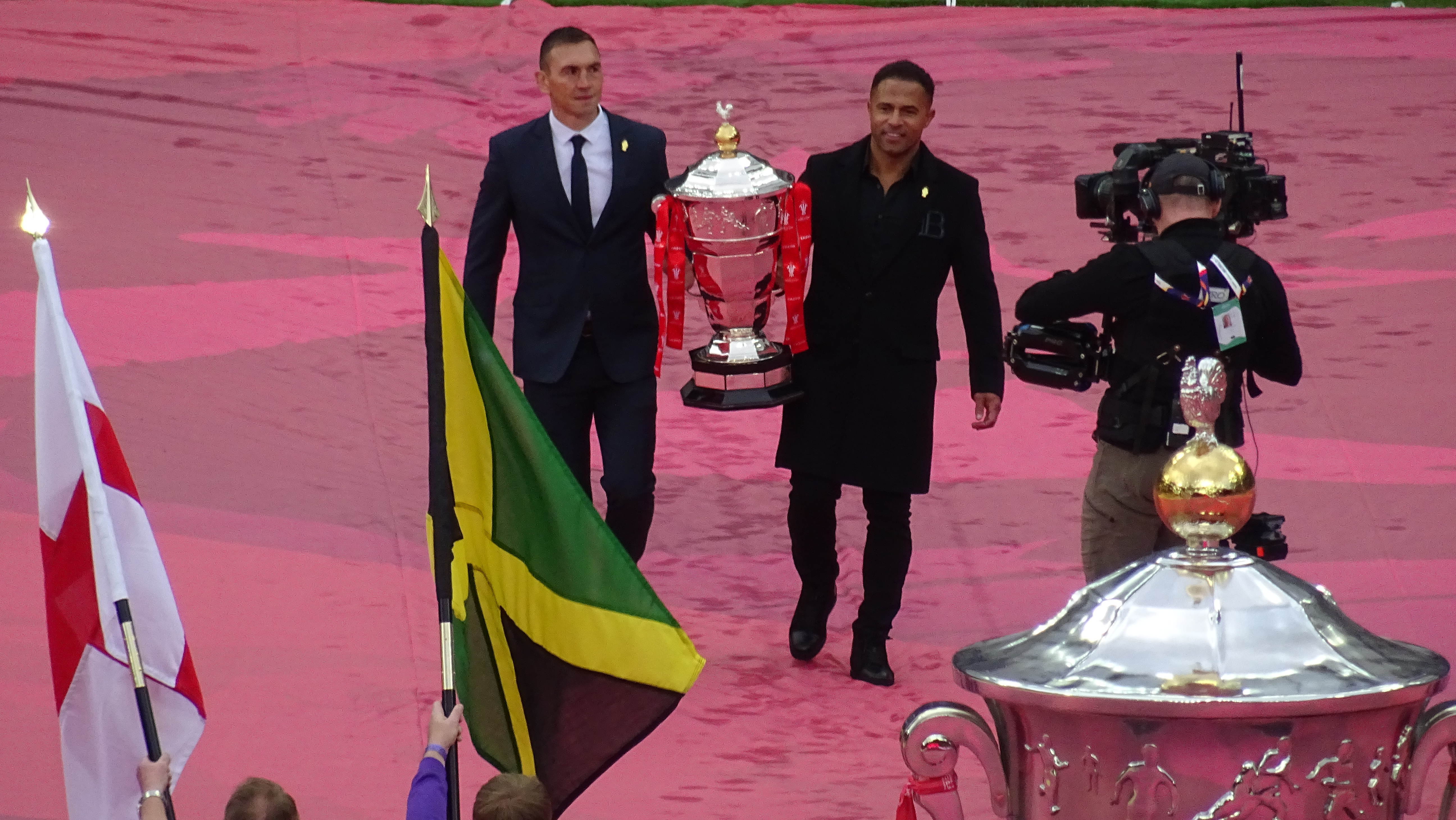
Le trophée en 2022 dans les mains de Kevin Sinfield et Jason Robinson.

En mars 2016, la fédération internationale décide de nommer « Trophée Paul Barrière » la récompense de l'équipe victorieuse de la Coupe du monde en hommage au créateur de cette compétition et dirigeant de la Fédération française de rugby à XIII de 1947 à 1955. Le président de la Fédération internationale, Niger Wood, déclare à ce sujet « Paul Barrière était un leader, visionnaire de notre sport ainsi qu’un internationaliste dévoué. Sa contribution dans la création de cette compétition internationale ne pouvait pas être marquée d’une façon plus appropriée qu’en nommant le trophée en son honneur. La RLIF est reconnaissante envers la famille Barrière pour avoir consenti à nommer le trophée de la Coupe du Monde Paul Barrière ».